# Tanosom
Tanosom – organellum występujące w komórkach roślinnych odpowiedzialne za wytwarzanie i przechowywanie tanin.
Tanosomy powstają ze zwijających się w kulki tylakoidów wewnątrz chloroplastów, z którymi początkowo je mylono. Po powstaniu kuliste tanosomy przepływają przez cytozol do wnętrza wakuol. W trakcie transportu przejmują błonę chloroplastu, a potem tonoplastu, tak że są okryte najpierw jedną, potem dwiema, a ostatecznie trzema błonami. W trakcie polimeryzacji tanin są one oddzielane od białek, żeby zapobiec ich denaturacji. 
W odróżnieniu od stosunkowo dużych, mniej lub bardziej wydłużonych chloroplastów tanosomy są kuliste, przeciętnie o średnicy 0,5 μm. Mają sinozielony kolor i skupiają się w wakuolach. Zawierają związki z grupy chlorofili i tanin. System polimeryzacji tanin jest podobny do szlaku fotosyntezy. Skład tanosomów zależy od gatunku rośliny – przykładowo w tanosomach miłorzębu dwuklapowego występują prawie wyłącznie epigallokatechiny, winorośli właściwej prawie wyłącznie epikatechiny, podczas gdy w tanosomach hurmy wschodniej występuje ich mieszanina.
Tanosomy obserwowane są w zielonych organach roślin naczyniowych z różnych grup systematycznych. Informacje o ich odkryciu przez zespół pod przewodnictwem Geneviève Conéjéro opublikowano w 2013 roku.